# 姓伟
姓伟（?—?），姓姓，名伟，临淄（今山东省淄博市东北临淄区）人，西汉末年大工商业主。

## 生平
汉成帝、汉哀帝时，刁间家族势力衰落之际，他以鱼盐商贾致富，家资至五千万，闻名齐地。王莽改制时任姓伟为命士，督五均六筦。

## 同时代商人
- 挚網，茂陵（今陕西咸陽兴平东南）人。汉元帝、汉成帝至王莽时以经营商贾而为京师巨富，家有钱财巨万。
- 樊嘉，杜陵（今陕西西安东南）人。汉元帝、汉成帝时以经营商贾，为京师巨富，家有钱财五千余万。